# Ian Fleming (acteur)
Ian Fleming (Melbourne, 10 september 1888 – Londen, 1 januari 1969) was een Australisch acteur. 
Fleming speelde tussen 1927 en 1968 in meer dan honderd films en series. In een aantal films uit de jaren dertig over detective Sherlock Holmes had hij als doctor John H. Watson een hoofdrol. In de jaren vijftig en zestig was hij te zien in de televisieseries Dixon of Dock Green, The Prisoner en The Forsyte Saga. Fleming speelde voornamelijk bijrollen.